# Agrilus exsapindi
Agrilus exsapindi es una especie de insecto del género Agrilus, familia Buprestidae, orden Coleoptera. Fue descrita científicamente por Vogt, 1949.
Se encuentra en Texas. Se alimenta de Sapindus saponaria var. drummondii (Sapindaceae).